# Szczerbice
Szczerbice (deutsch Sczyrbitz) ist ein Dorf in der Landgemeinde Gaszowice (Gaschowitz) im Powiat Rybnicki. Der Ort befindet sich in der Woiwodschaft Schlesien im südlichen Polen etwa 22 Kilometer von der tschechischen Grenze entfernt. Szczerbice hat rund 2.000 Einwohner und eine Fläche von 4,05 km². Der nächstgrößere Ort, die Kreisstadt Rybnik, liegt etwa vier Kilometer östlich. Szczerbice liegt auf einer Höhe von 260 Metern über dem Meeresspiegel.

## Geschichte
Der Ort Szczerbice wird im Jahr 1410 das erste Mal in einem Schriftstück erwähnt. Er trug im Lauf der Geschichte viele Namen. Bis 1679 war er weitgehend unter dem Namen Szierbic bekannt, bis 1743 unter den eingedeutschten Namen Sczirbitz und Scerbitz, bis sich Sczyrbitz durchsetzte. Nach der Volksabstimmung in Oberschlesien fiel der Ort 1922 an Polen und heißt seitdem, mit Ausnahme der Dauer der Besatzung im Zweiten Weltkrieg, Szczerbice. Szczerbice wurde mit dem Ort Solarnia zusammengelegt.

## Sport
Der Ort hat einen Sport- und Fußballklub namens Klub Sportowy Szczerbice.